# Tecticrater grandis
Tecticrater grandis är en snäckart som beskrevs av Crozier 1966. Tecticrater grandis ingår i släktet Tecticrater och familjen Lepetellidae. Inga underarter finns listade i Catalogue of Life.